# Stora Bör

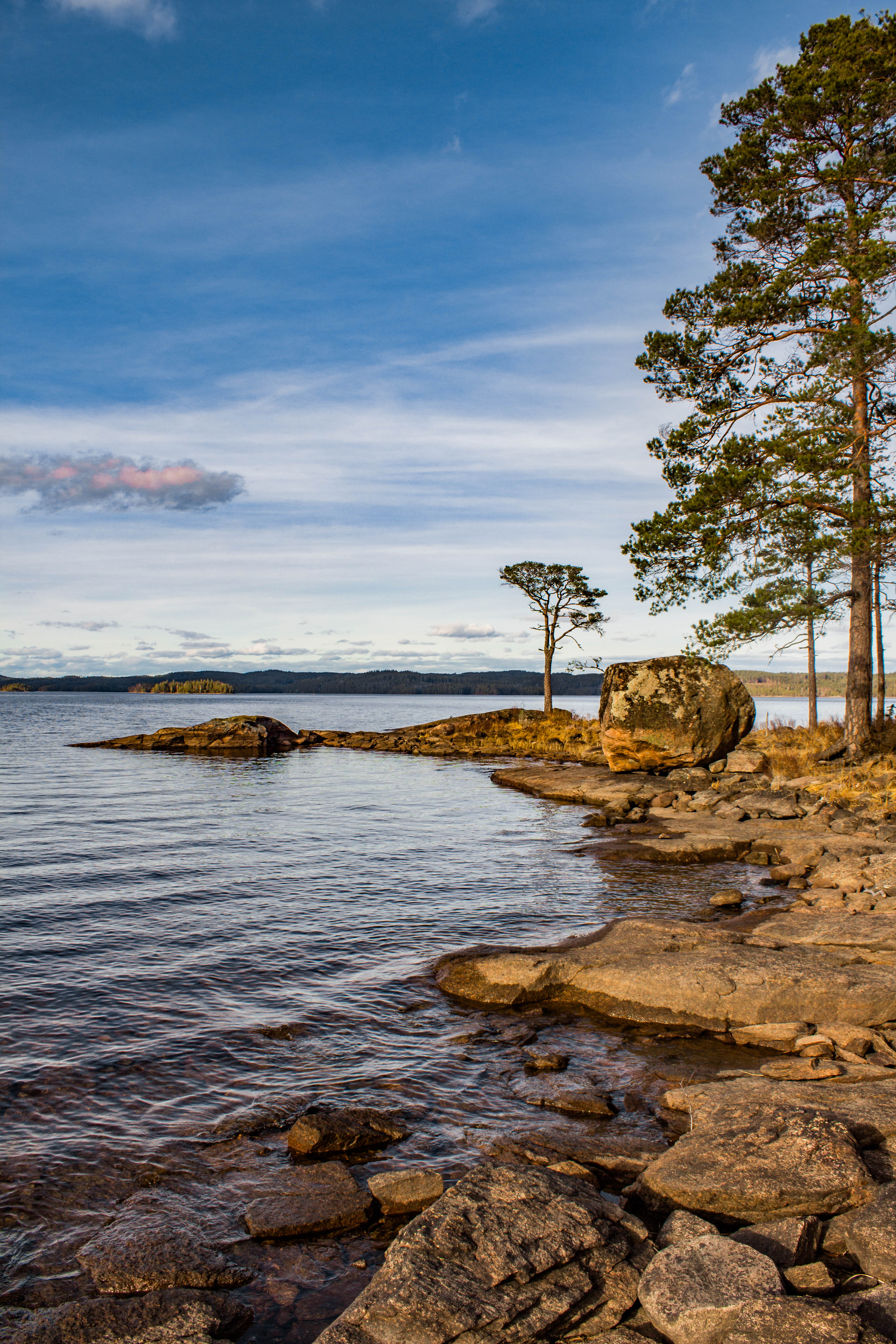
Stora Bör

Stora Bör är en sjö i Säffle kommun och Årjängs kommun i Dalsland och Värmland och ingår i Göta älvs huvudavrinningsområde. Sjön har en area på 14,1 kvadratkilometer och ligger 157,1 meter över havet. Sjön avvattnas av vattendraget Lillälven (Börkusälven).
Stora Bör har många vikar och omkring 80 öar och skär. Vattnet är rent. Bad- och fiskemöjligheterna är mycket goda.
Det är gott om älg och bäver i omgivningarna. Området är av riksintresse för naturvården.

## Delavrinningsområde
Stora Bör ingår i delavrinningsområde (658225-131080) som SMHI kallar för Utloppet av Stora Bör. Medelhöjden är 188 meter över havet och ytan är 54,25 kvadratkilometer. Räknas de 10 avrinningsområdena uppströms in blir den ackumulerade arean 116,37 kvadratkilometer. Lillälven (Börkusälven) som avvattnar avrinningsområdet har biflödesordning 3, vilket innebär att vattnet flödar genom totalt 3 vattendrag innan det når havet efter 269 kilometer. Avrinningsområdet består mestadels av skog (72 procent). Avrinningsområdet har 15,09 kvadratkilometer vattenytor vilket ger det en sjöprocent på 25,6 procent.